# ピップグループ
ピップグループは、家庭用磁気絆創膏｢ピップエレキバン｣などの医薬品の製造・販売を行うピップやワダカルシウム製薬などで構成される。